# Thème (exercice)
 (novembre 2011).
Si vous disposez d'ouvrages ou d'articles de référence ou si vous connaissez des sites web de qualité traitant du thème abordé ici, merci de compléter l'article en donnant les références utiles à sa vérifiabilité et en les liant à la section « Notes et références ».
Pour les articles homonymes, voir Thème.
Un thème est un exercice consistant à traduire dans une langue étrangère un texte proposé dans la langue maternelle du traducteur. C'est, avec la version (l'exercice en sens inverse), l'un des principaux exercices écrits employés dans l'apprentissage des langues étrangères, vivantes comme anciennes. 

## Objectifs de l'exercice
Comme tous les exercices de traduction, le thème réclame à la fois de comprendre le sens du texte fourni et de savoir le restituer dans une autre langue. Dans le cas du thème, la compréhension du texte de départ ne pose généralement pas de problème, mais peut tout de même être une source d'erreurs, par exemple si le texte de départ est écrit dans une langue vieillie ou comportant des archaïsmes (par exemple un texte en moyen français), ou bien s'il comporte des mots inconnus du traducteur. Cependant, c'est généralement la traduction du texte vers la langue d'arrivée qui constitue l'épreuve principale, puisque, contrairement au cas de la version, le traducteur doit produire une traduction cohérente et aussi précise que possible dans une langue qu'il maîtrise a priori moins bien que la langue de départ.
Même dans une approche purement communicationnelle de l'apprentissage des langues, l'intérêt du thème apparaît clairement : il s'agit de s'entraîner à bien s'exprimer à l'écrit dans une autre langue que la sienne. Cependant, ce n'est pas le seul intérêt de l'exercice : le thème contraint en effet le traducteur à assimiler en détail la grammaire de la langue d'arrivée, afin de pouvoir composer des phrases complexes qui soient grammaticalement correctes, et même, au besoin, de varier son style pour rester proche de celui du texte de départ. Cela explique que le thème soit également très utilisé dans l'apprentissage des langues anciennes.

## L'exercice du thème dans le système français
Dans le système éducatif français, aussi bien dans le secondaire (collège et lycée) que dans l'enseignement supérieur, l'évaluation du thème a recours à deux catégories de fautes principales, par gravité croissante : les solécismes (fautes de syntaxe dans la langue d'arrivée) et les barbarismes (erreurs de morphologie dans la langue d'arrivée). Sont également sanctionnées, à un moindre degré, les maladresses et lourdeurs d'expression. 
Pour les thèmes de langues anciennes, en latin et en grec ancien, le texte d'arrivée doit répondre à certains critères de style propre à l'exercice : le traducteur doit impérativement s'exprimer en langue classique, avec pour modèles Cicéron en latin et les orateurs attiques en grec ancien. Les formes dites « non classiques » (par exemple les noms qui ne sont employés qu'en poésie, ou bien les mots qui n'apparaissent que chez des auteurs tardifs) sont donc sanctionnées. De plus, le traducteur doit parfois opérer un travail important pour adapter le style du texte de départ à la langue des orateurs classiques, en particulier si le texte proposé est un texte de poésie ou de théâtre ; cela lui évite toutefois d'avoir à maîtriser de nombreux styles différents ou de devoir s'exprimer en vers. Pour un thème de grec ancien, les fautes d'accentuation entrent également en compte.